# Proyecto LÓVA
El proyecto LÓVA (La ópera, un vehículo de aprendizaje) es un programa educativo interdisciplinar español que trata de motivar a los alumnos desde el "desarrollo emocional, social y cognitivo" para que puedan dar alas a su imaginación y descubran todas sus capacidades durante un año lectivo.
Los niños combinan el temario académico con la creación de la obra. Está destinado sobre todo, a alumnos de primaria, aunque también se ha desarrollado en secundaria, en algunas universidades, e incluso en un centro penitenciario. En 2016 se llevaban realizadas más de doscientas “aulas LÓVA”.
Como define su subtítulo, y en la línea pedagógica de la educación por proyectos, se trata de integrar en el proceso educativo las ventajas de un programa artístico, como una ópera, en el que los alumnos, con la única ayuda —a modo de guía— del profesorado, crean una compañía, escogen el tema de la obra, definen la situación en la que transcurre, eligen a los personajes y, por último, representan la función, una ópera. El profesorado se forma en el Teatro Real de Madrid, el Palau de les Arts de Valencia, el Teatro Jofre de Ferrol y el Teatro Guadalupe/Teatro Bernal de El Palmar de Murcia en colaboración con las respectivas Consejerías de Educación Autonómicas de España.

## Historia
LÓVA tiene su origen en un proyecto educativo que Bruce Taylor y Joann Forman crearon para la Ópera de Seattle en la década de 1970 y que en la siguiente amplió el Metropolitan Opera Guild de Nueva York.
LÓVA se suma a los miles de proyectos de creación de óperas creadas en aulas de más de veinte países y durante más de tres décadas a partir de programas como Creating Original Opera (Metropolitan Opera Guild), Write an Opera (Royal Opera House), Opera by Children (Utah Opera), Create and Produce (Opera America), etc.
Creating Original Opera llegó a España en 2006 de la mano de Mary Ruth McGinn, maestra de primaria en la escuela pública de Estados Unidos. Becada por Fulbright y posteriormente por SaludArte, Mary Ruth formó y guio desde el Teatro Real a un grupo de docentes, entre ellos los responsables de tres óperas creadas por alumnos en tres colegios públicos de la Comunidad de Madrid (CEIP El Quijote, CEIP Enrique Tierno Galván y CEIP Nuestra Señora de la Victoria). Ante el éxito de la iniciativa, en 2008 se formalizaba la creación de LÓVA como proyecto educativo conjunto entre SaludArte y el Teatro Real, coordinado por Pedro Sarmiento. Posteriormente se han unido los Amigos de la Ópera, los Teatros del Canal y la Fundación Daniel y Nina Carasso. En estos años el proyecto se ha extendido gracias a docentes que lo convierten en su forma de enseñar y que son un ejemplo de profesionalidad y de compromiso pedagógico.

## El proyecto
El objetivo es convertir la clase en una compañía de ópera, donde cada uno de los alumnos tiene una misión y unos compromisos que asumir.
Para llevarlo a cabo en las aulas, el profesor responsable, independientemente de la asignatura que imparta, debe haber recibido previamente un curso formativo, que se celebra normalmente la primera semana de julio en el Teatro Real de Madrid. Además, durante el año, hay jornadas dedicadas a continuar con la formación.
Hay diferentes tantas formas de plantear LÓVA como centros y maestros lo lleven a cabo, pero se podría resumir en estos nueve puntos:
1. La formación de una compañía de ópera

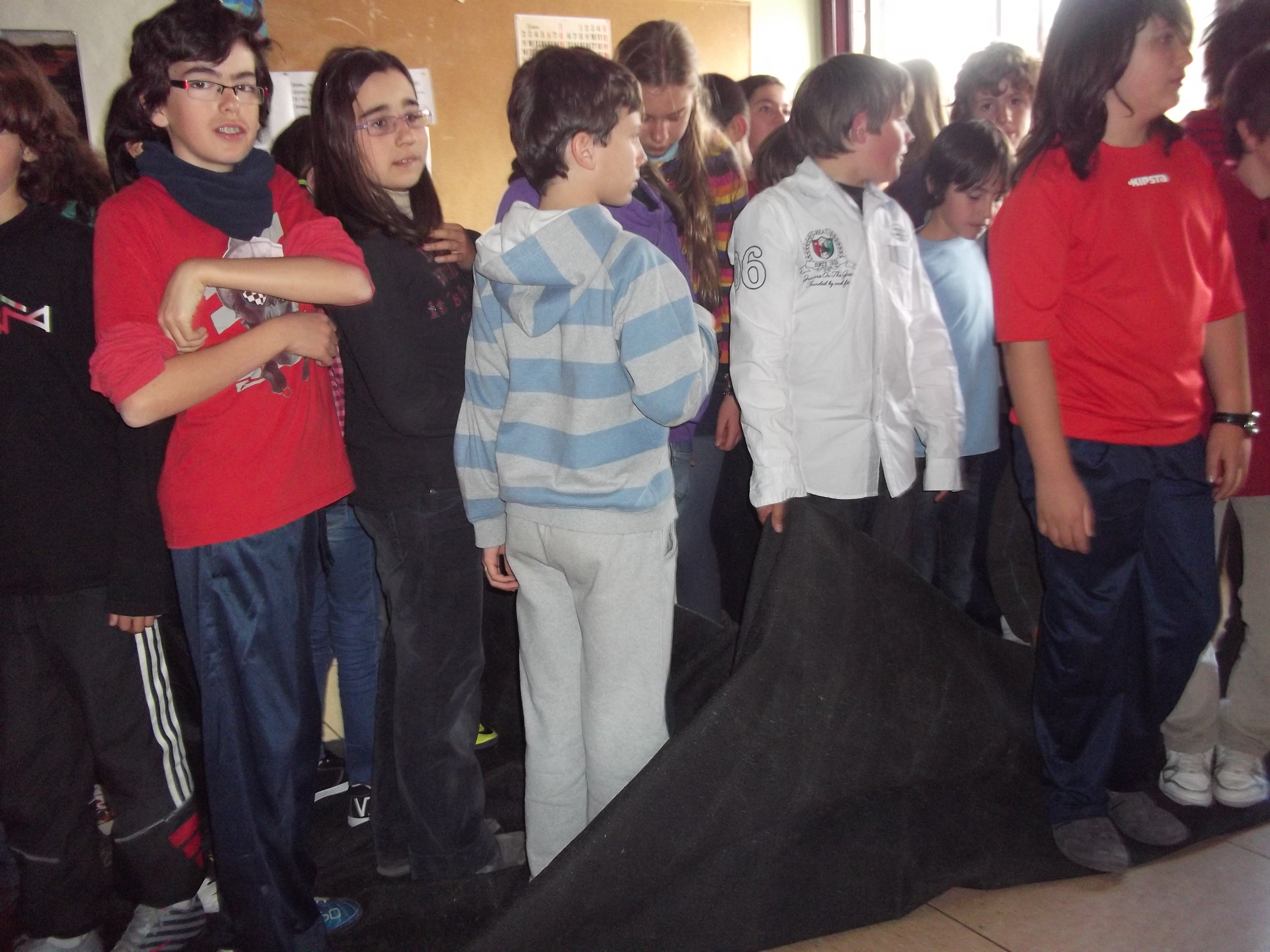
Reto de la alfombra.

En esta primera fase se preparan para formar una compañía y acometer el reto de crear una ópera. Se entrenan con pequeños retos que les den las claves para afrontar retos mayores. Los retos son juegos cooperativos cargados de metáforas que les hacen verse de manera individual y también como equipo.
Buscan un nombre para la compañía. El nombre debe contener ideas-fuerza y un significado profundo para los niños. Crean un logotipo para la compañía basándose en los valores que distinguen a la compañía y con las ideas que les identifican. Los alumnos junto con los profesores descubren tres ideas claves para la creación del logo: resaltar, simplificar, significar.
Se informa a las familias a las cuales se invita a observar y colaborar activamente.
Los alumnos crean metáforas, estas forman parte del aprendizaje reflexivo, del asalto al significado profundo de las cosas, del afán por no contentarnos con explicaciones fáciles o respuestas superficiales.
Se crea la figura del “remero mayor”. Cada día es uno alumno el que dirige a la Compañía y comienza las reuniones portando un auténtico remo. Da la palabra a quien quiere hablar, organiza al grupo y escribe “El Cuaderno de Bitácora”. En él se refleja todo lo que ha sucedido en el día.

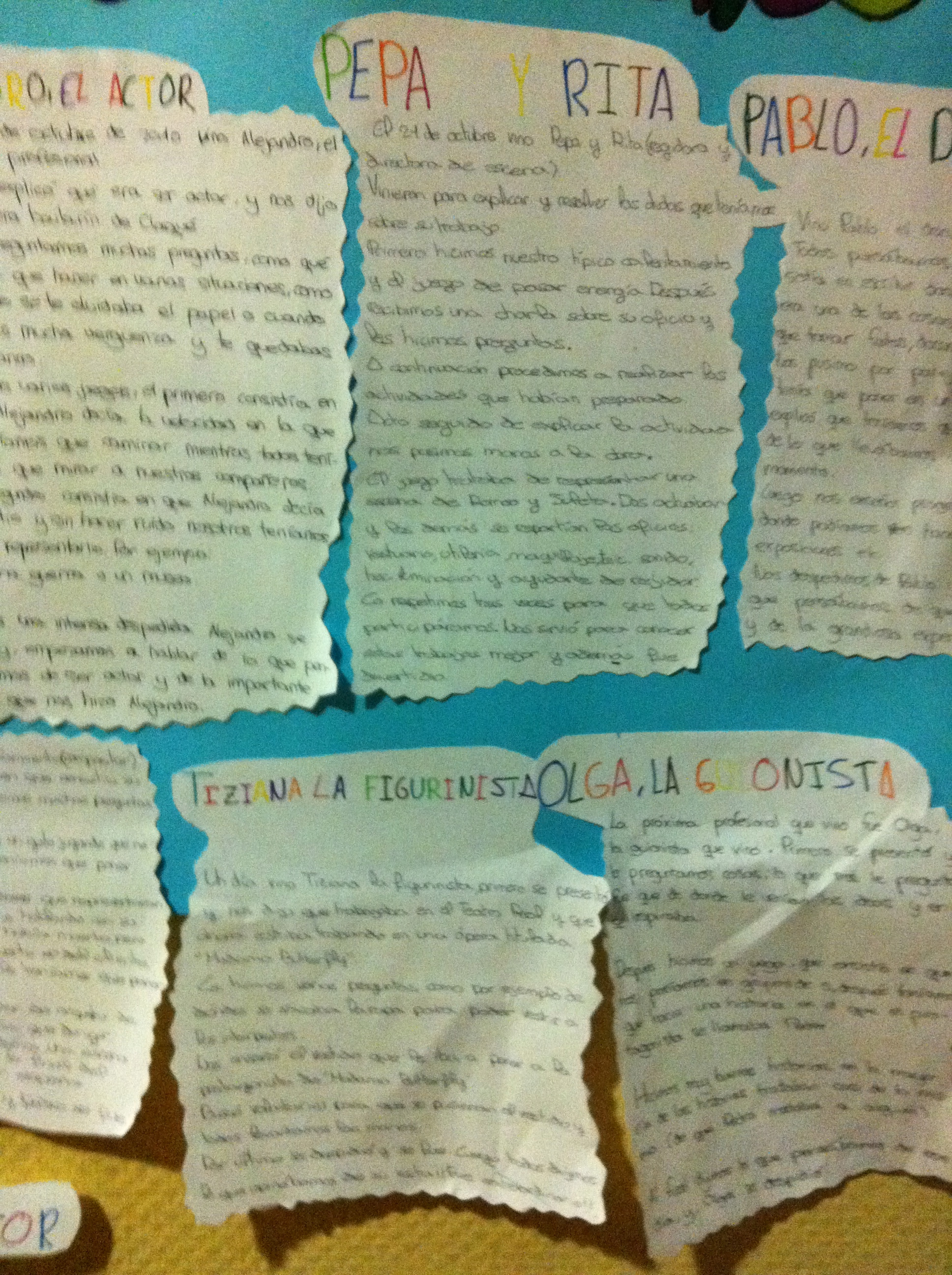
Los alumnos describen a los profesionales que les han visitado.

Conocen las profesiones de una compañía de ópera, a través de las visitas de expertos en los diferentes profesiones, (maquilladores, modistas, músicos, electricistas, cantantes, escritores). Se presentan a los niños las distintas profesiones que integran una compañía de ópera. Insistiendo especialmente en que todas tienen la misma importancia y son igualmente necesarias. Se solicitan y asignan los puestos de trabajo. Antes los alumnos habrán elaborado una hoja de solicitud de trabajo, dónde deberán optar por tres de las nueve profesiones ofertadas, argumentando y convenciendo a los profesores porqué son los idóneos para desempeñar esos trabajos.
El día de asignación de trabajos se anuncia a cada niño o niña su profesión en la Compañía de Ópera y se le da un regalo representativo de su oficio.
2. El tema de la ópera
El tema y la tesis de la ópera sintetizan lo que los niños y niñas, como compañía, quieren decir a los espectadores, el mensaje que quieren lanzar al mundo. Se pide a los niños que lleven a clase un objeto que sea o que simbolice algo muy importante para ellos. Alumnos y profesores presentan sus objetos y explican por qué son importantes para ellos. Finalmente, se hace una lista con los temas que interesan a los niños y en la argumentación y discusión se van seleccionando unos y descartando otros. El mayor consenso está en temas muy relacionados en los que los propios niños son el centro.
3. La situación en la que transcurre la acción
Una vez elegido el tema tendrán que concretar en qué lugar y en qué situación sucederán los hechos. En un libro recogerán todas las ideas, hipótesis, descripciones, anécdotas, creaciones literarias, que se van acumulando durante el curso, incluyendo, claro está, el libreto y la partitura de la ópera.
4. Definición de los personajes
Entre toda la clase se definen los personajes. Les dan nombres de letras o números para así no influenciarse por el género que puedan tener. Seleccionamos cinco cualidades para cada personaje y deciden cuál será la característica dominante de cada uno. Ven cuáles son las relaciones que se pueden establecer  entre ellos. Descubren los posibles conflictos. Esto ayudará a crear el libreto. Entonces inventan la historia de la ópera a partir de un lugar, una noticia, un objeto, una palabra, un verso, una melodía, etc.
5. Argumento
Entre todos los alumnos hacen las líneas básicas del argumento, teniendo en cuenta el tema, el lugar, los personajes, sus relaciones y los posibles conflictos. Este será el material con el que los escritores trabajarán para crear el libreto de la ópera.
6. Talleres

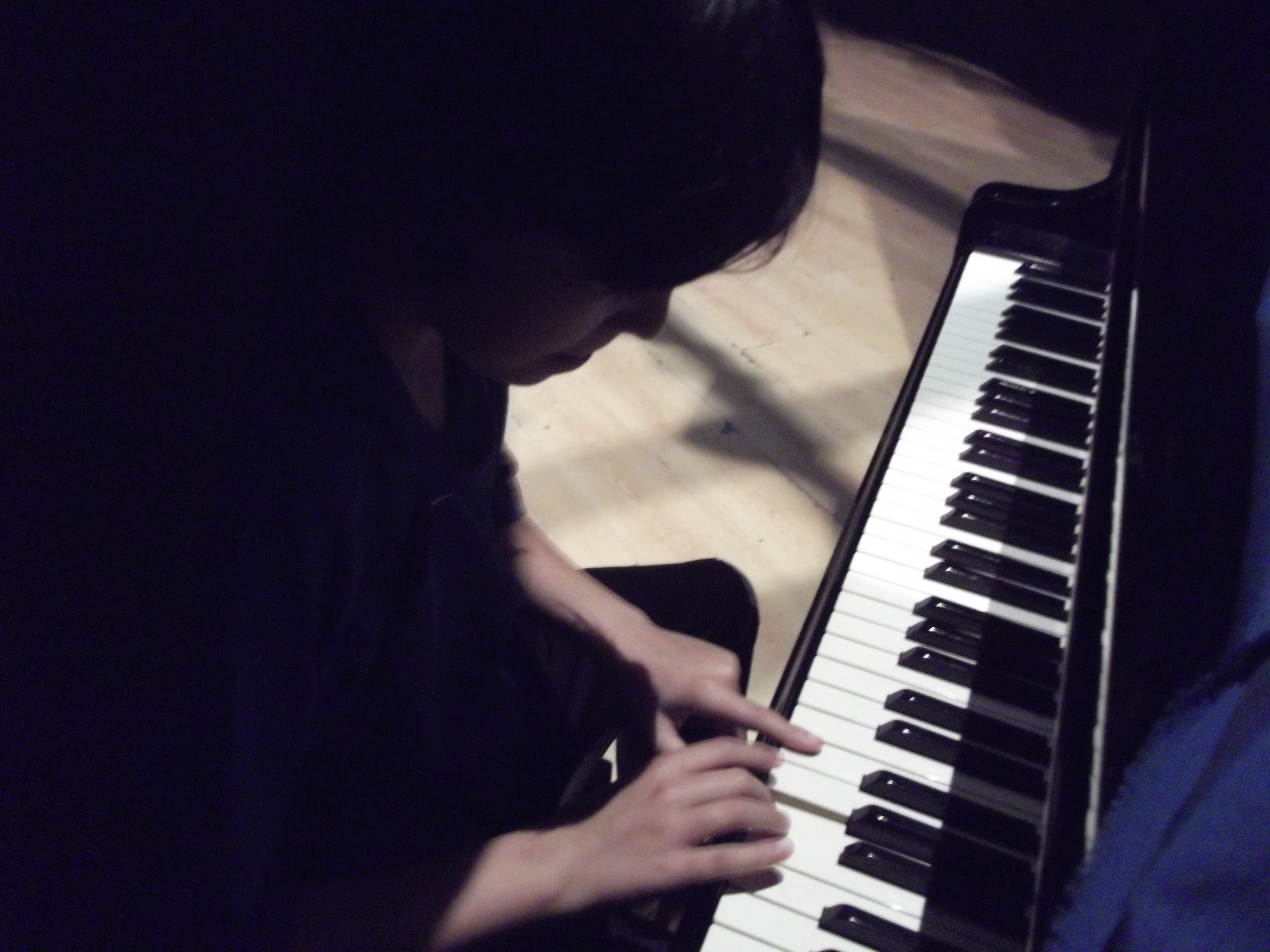
Alumno de primaria componiendo para el proyecto Lóva.

También se practican habilidades propias de cada profesión un día a la semana. Cada equipo de trabajo se reúne con un adulto que colabora en el proyecto y desarrolla habilidades diversas. Más tarde los talleres se harán tres tardes a la semana, dejando un día de reunión para todo el grupo.
Los escritores redactan los diálogos y las letras de las canciones.
Los compositores componen la música del tema, buscan motivos para los personajes, la obertura…
Los relaciones públicas preparan las noticias para el público, carteles con el proceso para la exposición, mandan correos electrónicos, preparan las invitaciones y el programa de mano.
Los intérpretes trabajan con la voz y el cuerpo, crean su personaje y aprenden los diálogos según van haciéndose.
Los escenógrafos y utileros estudian los posibles decorados seleccionando fotografías que les ayudarán a preparar los decorados.
Los técnicos estudian y preparan la iluminación y el sonido, hacen focos de suelo, calculan el cable necesario midiendo el lugar de la actuación, manejan el cañón de luz, señalan en el libreto sus movimientos…
Vestuario y maquillaje estudia los caracteres de los personajes y confecciona el vestuario. Hacen diseños, miden a los intérpretes, hacen un patrón preparan el vestuario para coserlo a la máquina y ensayan el maquillaje.
El regidor trabaja con los intérpretes.
El director de producción supervisa y controla la actividad de toda la compañía y se encarga de realizar el discurso que abre y cierra la actuación.
7. Ensayos y actuación
Los ensayos son un trabajo de ensamblaje en el que todo adquiere sentido. Es el puzle en el que cada cual ha aportado lo que mejor sabe hacer. Hacen una representación para otros niños y niñas del colegio que sirve de ensayo general. Después de cada representación hacen una evaluación y ajustan la actuación de las diferentes profesiones para poder mejorar en la siguiente representación.
8. La exposición
La exposición sobre el proceso también ha quedado terminada y cuando acuden los espectadores el equipo de relaciones públicas explica los paneles y muestra los diseños realizados a lo largo del curso. La exposición sintetizará para todos el proceso vivido, y su elaboración implica expresarse y mejorar el conjunto de lenguajes implicados en el aprendizaje. También es necesaria para informar al conjunto de la comunidad educativa de todas las tareas realizadas para hacer la ópera. Los alumnos desarrollarán la expresión lingüística, matemática, artística…
En la filosofía del proyecto de creación de una ópera original se genera la delegación progresiva de responsabilidad, de derecho a decidir, de autonomía para trabajar, con el objetivo final de formar niños responsables, entusiasmados, capaces. «Niños que habrán vivido una experiencia única en su vida. Una experiencia para la vida».
9. Evaluación
Una vez acabadas las representaciones los alumnos empiezan a evaluar todo el proceso. Una  forma de evaluación consiste en hacer un dibujo. Se les ha explicado antes de hacerlo que hay que intentar llegar a un nivel de profundidad y para ello se ha explicado la diferencia entre describir, exponer ideas y expresar sentimientos. Se ha hablado de lo simbólico y recuerdan las metáforas como forma de crear una imagen que va más allá de lo aparente. Algunos han sido capaces de expresarse con un gran nivel de profundidad, a otros les cuesta pasar de lo descriptivo.

## Ventajas de la pedagogía por proyectos
* Más ocasiones para el aprendizaje auto-inducido
* Más tiempo de atención continuada en clase
* La larga duración del proyecto invita a comentarlo fuera del colegio y conectarlo con la vida diaria
* Mayor implicación emocional en el trabajo de clase
* Se desarrollan habilidades de liderazgo y aumenta el grado de responsabilidad de los niños
* Al surgir desacuerdos, aumenta la posibilidad de aprender a solucionar problemas
* Fomenta la implicación de los padres. Aumenta las expectativas de los padres sobre las capacidades de sus hijos
* Más situaciones en las que poner en práctica las habilidades lingüísticas orales y escritas
* Los alumnos buscan información por sí mismos y desarrollan el sentido de las cosas bien hechas
* Se practican habilidades sociales y el trabajo en equipo
* Se estimula el pensamiento imaginativo y se combate la pereza mental
* Los niños aprenden a preguntar